# JBOD
Binnen de ICT staat de afkorting JBOD voor het Engelstalige begrip: ‘Just a Bunch Of Disks’. Hiermee wordt bedoeld een willekeurig aantal harde schijven die aangesloten zijn op een computer, maar onderling geen deel uitmaken van een RAID array. Deze schijven zullen onder het besturingssysteem allen afzonderlijk benaderbaar zijn, ieder onder hun eigen drivepointer (zoals b.v.: C:\, D:\, E:\, F:\, etc.).